# 미샤 츠베레프
미샤 츠베레프(독일어: Mischa Zverev, 독일어 발음: [ˈmiːʃa ˈtsfɛʁɛf], 러시아어: Ми́ша Зве́рев 미샤 즈베레프[*], 러시아어 발음: [ˈmʲiʂə ˈzvʲerʲɪf], 1987년 8월 22일~)는 독일의 테니스 선수이다. 2017년 7월 24일 남자 단식 세계 랭킹 25위에 도달했고 2017년 오스트레일리아 오픈 상위 1번 시드에서 당시 세계 테니스 선수 랭킹 1위였던 앤디 머리를 4회전에서 꺾었으며 2009년 이탈리아 오픈과 2016년 상하이 마스터스에서 준결승전에 진출했다.
본명은 미카일 알렉산드로비치 츠베레프(독일어: Mikhail Alexandrovich Zverev, 독일어 발음: [ˈmɪkaɪl ˈtsfɛʁɛf], 러시아어: Михаи́л Алекса́ндрович Зве́рев 미하일 알렉산드로비치 즈베레프[*], 러시아어 발음: [mʲɪxɐˈil ɐlʲikˈsandrəvʲɪdʑ ˈzvʲerʲɪf])이며 러시아의 테니스 선수, 지도자 알렉산드르 즈베레프의 첫째 아들, 독일의 테니스 선수 알렉산더 츠베레프의 형이다. 대한민국에서는 러시아어계 성 '츠베레프(독일어: Zverev)'의 원어 발음을 살린 미샤 즈베레프로도 알려져 있다.

## 주니어 경력
미샤 츠베레프는 2004년 주니어 단계에서 세계 종합 랭킹 3위를 차지했고 US 오픈에서 준결승전에 진출해 앤디 머리에게 패배했다. 당해 열린 프랑스 오픈에서 4강전에 진출해 앨릭스 쿠즈네초프에게 패배했으며 오스트레일리아 오픈에서 4강전에 진출해 노바크 조코비치에게 패배했다. 2004년 프랑스 오픈에서 쿠즈네초프와 함께 복식 부문에 참가해 남자 주니어 복식 결승전에 진출했고 결승전에서 파블로 안두하르와 마르셀 그라놀례르스 조에게 패배해 준우승을 차지했다.
미샤는 주니어 단계에서 미하일 츠베레프(독일어: Mihail Zverev)라는 이름을 사용했고 단식에서 123승 50패, 복식에서 79승 33패를 기록했다.

## 프로 경력

### 2006년
2006년 10월 태국 방콕에서 열린 ATP 투어에서 과거 세계 랭킹 1위였던 후안 카를로스 페레로와 과거 세계 랭킹 5위였던 라이너 쉬틀러에게 승리하며 프로 선수 경력 처음으로 준결승전에 진출했고 과거 세계 랭킹 1위였던 마라트 사핀에게 패배했다.

### 2007년
미샤는 2007년 세계 랭킹 200위권 안에서 머물렀다가 미국 로드아일랜드주에서 열린 대회에서 두 번째 준결승전에 진출했다. 그는 2007년 8월 튀르키예 이스탄불에서 열린 ATP 챌린저 투어에서 우승을 달성했고 GHI 브롱크스 테니스 클래식에서 준결승전에 진출하며 프로 경력 사상 처음으로 세계 랭킹 100위 안으로 진입했다.

### 2008년
2008년 오스트레일리아 오픈에서 미샤는 1라운드에서 11번째 시드를 받은 토미 로브레도와 대결했고 첫 2세트에서 승리했으나 5번째 세트에서 패배했다. 2008년 6월 그는 독일 할레에서 열린 게리 베버 오픈에서 미하일 유즈니와 함께 복식 부문에 출전해 첫 번째 ATP 타이틀을 획득했다.
그는 2008년 윔블던 선수권 대회에서 알렉산더 파이아와 후안 카를로스 페레로에 승리하며 3라운드에 진출햇으나 스타니슬라스 바브링카와의 3라운드 경기에서 왼쪽 허벅지의 통증으로 인해 대회에서 기권했다.

### 2009년
2009년 5월 미샤는 2009년 이탈리아 오픈에서 준결승에 진출해 당시 세계 랭킹 2위였던 로저 페더러에게 스트레이트 세트로 패배했다. 이후 니콜라스 키퍼, 라이너 쉬틀러, 필리프 콜슈라이버와 함께 조를 이뤄 ARAG 월드 팀 컵에 참가해 독일 테니스 대표팀의 결승전 진출과 대회 준우승에 기여했다.
2009년 윔블던 선수권 대회에 출전한 미샤는 25번째 시드를 받은 드미트리 투르수노프에 스트레이트 세트로 승리했고 2회전에서 필리프 페치너를 만났고 5세트에서 패배했다. 스페인 마르베야에서 열린 2009년 데이비스컵에서는 독일 대표팀의 주장 파트리크 퀴넨의 지명을 받아 스페인 대표팀과의 준결승전에 출전했고 키퍼와 함께 출전한 복식 경기에서 펠레시아노 로페스와 페르난도 베르다스코 조에게 4세트에서 패배했다.

### 2010년
오른손목이 골절되는 부상을 입은 후 미샤는 2010년 1월에 열린 브리즈번 인터내셔널에서 복귀했으나 오스트레일리아의 와일드카드 선수로 나온 카스텐 불에게 스트레이트 세트로 패배했다. 그는 이전에 예선 1라운드에서 패배했던 오스트레일리아 시드니에서 열린 메디뱅크 인터내셔널에 출전했고 2010년 오스트레일리아 오픈에서 폴란드의 우카시 쿠보트에게 스트레이트 세트로 패배했다.
미샤는 유럽에서 열린 실내 테니스 선수권 대회에 출전하며 대회 성적을 상승시켰다. 프랑스 마르세유에서 열린 대회에서 그는 준결승전에 진출해 당시 세계 랭킹 17위였던 토미 로브레도에게 승리했고 해당 대회의 우승자 미카엘 요드라에게 패배했다. 그는 미국 델레이비치에서 진행된 대회에서 1회전에서 마이클 러셀에게 승리하며 매치 포인트를 지킨 후 다음 경기에서 마디 피시에게 2세트만에 패배하기까지 진행된 경기들에서 승리했다. 그는 2010년 인디언웰스 오픈에서 첫 번째 경기에서 패배했고 미국 마이애미에서 열린 2010년 소니 에릭슨 오픈에서 예선 1회전에서 탈락했고 이후 7주 동안 주요 테니스 대회 경기에서 승리하지 못했다.
미샤는 윔블던 선수권 대회에 출전하기 위한 준비를 가지기 위해 2010년 게리 베버 오픈에 와일드카드 자격으로 출전했고 플로랑 세라와 위르겐 멜처에게 승리한 후 벤야민 베커에게 패배했다. 이후 그는 2010년 윔블던 선수권 대회에 참가했고 예선 1회전에서 안드레 베게만에게 패배했다. 미샤는 윔블던 이후 ATP 챌린저 투어 출전 빈도를 높였고 오베르슈타우펜 컵에서 준결승에 진출했다. 슈투트가르트와 함부르크에서 열리는 테니스 대회에 와일드카드로 출전했음에도 불구하고 그는 1경기 이상 승리하지 못했다.
미샤는 2010년 US 오픈에서 예선 1회전에서 패배한 후 이탈리아 제노아에서 열린 클레이 코트 ATP 챌린지 투어에 참가하기 위해 유럽으로 복귀했다. 그는 준결승전에 진출했고 준결승전에서 해당 대회의 우승자가 된 파비오 포니니에 패배했다. 2주 뒤 그는 프랑스 메스에서 열린 모젤 오픈에 출전할 자격을 획득했고 오라시오 세바요스, 니콜라 마위, 야르코 니에미넨과 은퇴경기를 가지는 리샤르 가스케와의 준결승전에서 승리하며 프로 경력 사상 첫 번째 ATP 월드 투어 단식 결승전에 진출했다. 그는 결승전에서 질 시몽과 대결했고 2세트만에 시몽에게 패배했다.
미샤는 중화인민공화국 상하이에서 열리는 ATP 월드 투어 마스터스 1000 본선에 진출했고 본선에서 1회전에 세르히 스타호우스키에게 승리하고 2회전에 니콜라이 다비덴코에게 승리한 후 3회전에서 후안 모나코에게 패배했다. 그는 10월 말에 프랑스 몽펠리에에서 열리는 ATP 투어에 참가할 자격을 다시 획득했고 해당 대회에서 1회전에서 로빈 하서에게 승리한 후 2회전에서 다비덴코에게 패배했다. 그는 참가한 남자 테니스 단식 대회들에서 13승 18패의 성적을 기록해 세계 랭킹 82등이라는 성적을 받았고 상금으로 318,805 달러를 얻었다.

### 2011년
2011년 미샤는 4개의 경기에서 연속으로 패배한 후 인디언 웰스 오픈에서 매슈 엡든에게 승리하며 2회전에 진출하면서 2011년에서 자신의 첫 번째 승리를 획득했다. 그는 이후 4연속 패배를 기록했고 세르비아 오픈 1회전에서 두비 셀라에게 승리하며 패배 기록을 끝냈다.

### 2012–15년
미샤는 2012년부터 2015년까지 ATP 챌린저 투어와 ITF 남자 월드 테니스 투어에 주로 출전했다.

### 2016년
2016년 4월 미샤는 새러소타 오픈 남자 단식에서 승리하며 ATP 챌린저 남자 단식 부문에 참가한 지 8년 만에 첫 번째 ATP 챌린저 타이틀을 획득했다. 그는 2016년 상하이 마스터스에 참가했고 2회전에서 당시 세계 랭킹 14위였던 닉 키리오스에 승리했다. 그는 3회전에서 마르셀 그라놀례르스에 승리했고 준결승전에서 당시 세계 랭킹 1위였던 노바크 조코비치에게 패배했다. 미샤는 2016년 스위스 인도어스 남자 단식 3회전에서 당시 세계 랭킹 3위였던 스타니슬라스 바브링카에게 승리했고 준결승전에서 마린 칠리치에게 패배했다.

### 2017년
미샤는 20117년 브리즈번 인터내셔널 2회전에서 라파엘 나달에게 패배했고 해당 대회에서 2게임 승리했다. 이후 2017년 오스트레일리아 오픈 4라운드에서 당시 세계 랭킹 1위였던 앤디 머리에게 승리하며 준결승전에 진출했다. 그는 준결승전에서 17번째 시드와 해당 대회의 우승자인 로저 페더러에게 스트레이트 세트로 패배했다. 인디언 웰스에서 그는 29번째 시드를 배정받으며 프로 선수 경력에서 처음으로 마스터스 대회에서 시드를 받아 2회전으로 자동 진출했다. 그는 2라운드에서 과거 세계 랭킹 28위였던 주앙 소자를 만나 그에게 스트레이트 세트로 승리했고 다음 상대로 8번째 시드를 받은 도미니크 팀을 만나 그에게 스트레이트 세트로 패배했다.
미샤는 2017년 마이애미 오픈에서 28번째 시드를 받아 2회전에 자동 진출했고 예선을 통과한 재러드 도널드슨에게 패배했다. 그는 제네바 오픈에서 경력 두 번째 ATP 결승전에 진출했지만 3세트 끝에 스타니슬라스 바브링카에게 패배했다. 그는 프랑스 오픈에서 32번째 시드를 받았지만 1회전에서 시드를 받지 않았던 스테파노 나폴리타노에게 패배했다. 독일에서 열린 2017년 메르세데스컵에서 준결승전에 진출해 펠리시아노 로페스에게 3세트에서 패배했고 2017년 게리 베버 오픈에서 루카시 라츠코에게 스트레이트 세트로 승리했고 다음 경기에서 페더러에게 패배했다. 그는 게리 베버 오픈 남자 복식 부문에서 동생 알렉산더 츠베레프와 함께 조를 이뤄 출전했고 결승전에 진출해 남자 복식 준우승을 차지했다.
2017년 윔블던 선수권 대회에서 미샤는 27번째 시드를 받았고 버나드 토믹과 미하일 쿠쿠시킨에 승리하며 3회전에 진출했다. 그는 윔블던에서 얻은 실적으로 ATP 세계 랭킹에서 자신의 최고 순위인 세계 25위에 도달했고 US 오픈에서 23번째 시드를 받아 4회전에 진출했다. 그는 세계 랭킹 33위로 2017년을 마감했다.

### 2018년
2018년 오스트레일리아 오픈 1회전에서 대한민국의 정현에게 6대 2와 4대 1의 점수를 내주는 상황에서 기권한 미샤는 '프로답지 않은 1회전 태도'로 인해 45,000 달러의 벌금형을 받았다. 그는 개정된 테니스 대회 지침을 어겨 벌금을 받은 첫 번째 선수가 되었고 이 벌금은 미샤가 1라운드에서 기권하지 않고 패배를 받아들였을 때 받을 수 있는 대회 출전 상금 액수와 비슷했다.
미샤는 2018년 이스트본 인터내셔널에서 니콜라스 하리, 7번 시드 스티브 존슨, 3번 시드 데니스 샤포발로프, 미하일 쿠쿠시킨과 루카시 라츠코에 승리하며 프로 선수 경력 첫 ATP 타이틀을 획득했다.

## 개인사

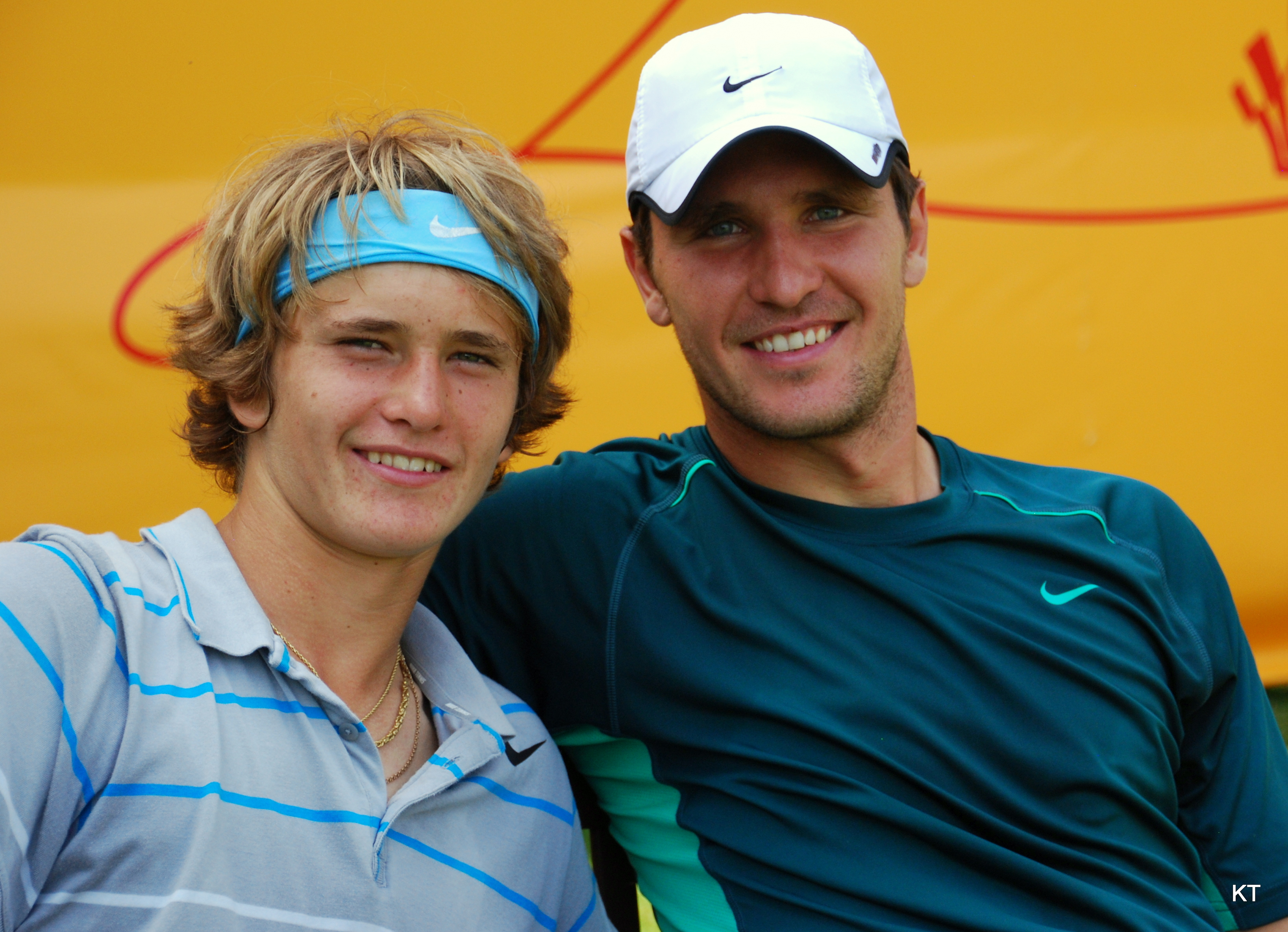
알렉산더(왼쪽)와 미샤 츠베레프(오른쪽)

미샤는 소련의 전직 테니스 선수 알렉산드르 즈베레프와 이리나 즈베레바의 아들이며 소련에서 생활하다 1991년 가족들과 함께 러시아에서 독일로 이주했다. 그에게는 알렉산더 츠베레프라는 동생이 있고 동생 또한 테니스 선수로 활동하고 있다.